# Eduardo Vargas Herrera
Eduardo Vargas Herrera (4. Mai 1933 in Valparaíso – 18. Januar 1996 in Hannover) war ein chilenischer Architekt und Professor für Architektur an verschiedenen Hochschulen in Chile und Deutschland.

## Leben und Werk

### Kindheit und Studium
Eduardo Vargas Herrera wurde am 4. Mai 1933 als Sohn von Alfredo Vargas Stoller und Maria Herrera Palacios in Valparaiso geboren. Sein Vater war Architekt und Stadtplaner. Vargas studierte Architektur an der Fakultät für Architektur und Städtebau der Katholischen Universität von Valparaiso (1950–1957). Danach studierte er von 1957 bis 1958 an der Hochschule für Gestaltung Ulm.

### Hochschule für Gestaltung
An der Hochschule beeinflussten ihn vor allem Max Bill und Horst Rittel. Die mathematische Orientierung der wissenschaftlichen Methode Rittels schlossen an seine Vorkenntnisse an und stellten die Grundlage für seinen weiteren Werdegang dar. In der Hochschule lernte er auch Cornelia Vargas (geb. Koch) kennen. Sie war Studentin der Informationsabteilung. 1958 heirateten Eduardo und Cornelia. Beide folgten Max Bill nach seinem Ausscheiden als Direktor der Hochschule für Gestaltung Ulm und arbeiteten 1958 und 1959 in seinem Atelier in Zürich.

### Berufliche Laufbahn

#### Valparaíso
Eduardo Vargas widmete sich nach seiner Rückkehr nach Chile 1960 über ein Jahrzehnt dem Sozialen Wohnungsbau, insbesondere dem genossenschaftlichen Wohnungsbau. Die ersten Wohnungsbauprojekte im Cerro Esperanza und Cerro Placeres von Valparaíso wurden als Genossenschaften organisiert und mit einer gelebten Partizipation der zukünftigen Bewohner geplant und gebaut. Die ersten 800 Wohneinheiten wurden dabei komplett im Eigenbau mit den zukünftigen Bewohner ausgeführt, weitere 1200 Einheiten folgten, die von Bauunternehmen ausgeführt wurden. Die Bauweise wurde durch einstöckige 70 m² große ausbaufähige Wohneinheiten charakterisiert, die durch den Einsatz von Eigenleistungen und vorgefertigten Bauelementen sehr kostengünstig gebaut werden konnten.
Der anhaltende Erfolg der ersten Pilotprojekte setzte sich mit einer Serie weiterer Bauten fort. Als Staatspräsident Eduardo Frei Montalva im Jahre 1965 das Ministerium für Wohnungsbau und Urbanismus Ministerio de Vivienda y Urbanismo schuf, wurde Eduardo Vargas zum ersten Regionalen Delegierten des Ministeriums in der Provinz Valparaiso ernannt, eine neue und einzigartige Erfahrung der Dezentralisierung von Macht, finanziellen und personellen Ressourcen. Eine zentrale Aufgabe bestand darin, den Wiederaufbau nach dem Erdbeben von 1965 zu leiten. In der Arbeit für das Ministerium gelang es Eduardo Vargas ca. 30.000 Wohneinheiten in den folgenden 3 Jahren auszuführen.
Studenten der Architekturfakultät der Universität Chile in Valparaiso suchten ihn 1966 auf und baten ihn, als Professor für Architektur und Urbanismus an ihrer Fakultät zu lehren. Eduardo Vargas legte im Wahlkampf 1969 nach Meinungsverschiedenheiten mit Staatspräsident Frei Montalva seine Arbeit als regionaler Regierungsdelegierter für das Ministerium für Wohnungsbau und Urbanismus nieder und nahm die Stelle des Direktors des Canal 4 TV+ (UCV-TV), eines Fernsehsenders der Ponitificia Universidad Católica de Valparaíso, an. Vargas strukturierte den Sender in eine Körperschaft des öffentlichen Rechts mit Bildungsfunktion um. In den Folgejahren schaffte er es, die Reichweite des Senders auf die nördlichen Regionen zu erweitern und steigerte die Zahl der Fernsehzuschauer von 500.000 auf 3.000.000. Die Neustrukturierung der Verwaltung erlaubte es, die Finanzen des Senders zu sanieren. Die Zusammenarbeit mit ausländischen Kulturinstitutionen ermöglicht dem Kanal sein Personal mittels Stipendien in den Vereinigten Staaten, England, Frankreich, Italien, Spanien und Deutschland, auszubilden zu lassen und zu professionalisieren.

#### Universität Hannover
1975 ging die Familie Vargas-Koch ins Exil nach Deutschland. 1975 erhielt er das Bundesverdienstkreuz am Bande. Im selben Jahr wurde Vargas als Professor an die Universität Hannover berufen, wo er am Institut für Architekturtheorie arbeitete. Ein zentrales Thema seiner Lehre und Forschung stellten Entwurfsmethoden und dem Entwerfen in Entwicklungsländern dar. 2017 wurde in Hannover eine Straße der Üstra-Siedlung im Stadtteil Vahrenwald nach Eduardo Vargas benannt.

#### Universität Los Lagos und Universität Santa María
1993 wurde Eduardo Vargas eingeladen, eine neue Architekturschule im Süden von Chile zu leiten. In den Folgejahren reiste er zwischen Deutschland und Chile hin und her. 1995 entwickelte er ein Konzept zur Gründung der Architekturfakultät der Universität Santa Maria in Valparaiso.
Im Januar 1996 starb Eduardo Vargas Herrera in Hannover. Familie und Kollegen entwickelten die Ausstellung „Der soziale Raum. Die Lehre von Eduardo Vargas“, die in verschiedenen Universitäten Chiles ausgestellt wurde.